# 山黧豆属
山黧豆屬（学名：學名：）是豆科蝶形花亞科野豌豆族的一個屬。为一年生或多年生、草质藤本植物。属名Lathyrus源于希腊语“山黧豆”（lathyros）。
该属共有约130种，分布于北温带、热带非洲和南美的高山上。中國有18種，其中特有種有三，引進栽培者三。

## 種類
下列為產於中國的種類，然而據《中國植物志》（Flora of China）指出，由於採樣不足，產於中國東南的黃色花種群是仍未完全研究透徹的一群。
- 安徽山黧豆（Lathyrus anhuiensis）：產於安徽、河南。模式標本為韓爾禮所採的不完整標本。[1] （页面存档备份，存于）
- 尾叶山黧豆（Lathyrus caudatus）：浙江。本種亦僅具模式標本而無其他採集品。 （页面存档备份，存于）
- 大山黧豆（Lathyrus davidii）：中國、日本、韓國、俄羅斯。 （页面存档备份，存于）
- 中华山黧豆（Lathyrus dielsianus）：重慶、湖北、四川、陝西、山西。
- 新疆山黧豆（Lathyrus gmelinii）：中國（新疆）、俄羅斯。
- 矮山黧豆（Lathyrus humilis）：中國、韓國、蒙古、俄羅斯。
- 海滨山黧豆（Lathyrus japonicus）：廣泛分布溫帶的海濱，亞洲、歐洲、北美洲、南美洲（智利）。
- 三脉山黧豆（Lathyrus komarovii）：中國、韓國、俄羅斯。
- 狭叶山黧豆（Lathyrus krylovii）：中國（新疆）、俄羅斯。
- 宽叶山黧豆（Lathyrus latifolius）：原產於歐洲中部及南部。全世界溫帶地區多所栽培，作為觀賞及飼料之用。
- 香豌豆（Lathyrus odoratus）：原產於義大利西西里，現廣泛栽培作為觀賞植物，並供作切花花材。
- 欧山黧豆（Lathyrus palustris）：歐洲、俄羅斯、東亞、北美洲等北溫帶地區。
  - 无翅山黧豆（Lathyrus palustris var. exalatus）：
  - 线叶山黧豆（Lathyrus palustris var. linearifolius）：
  - 毛山黧豆（Lathyrus palustris var. pilosus）：
- 大托叶山黧豆（Lathyrus pisiformis）：歐洲東部及中部、俄羅斯、中國（新疆）。
- 牧地山黧豆（Lathyrus pratensis）：亞洲、歐洲。
- 山黧豆（Lathyrus quinquenervius）：中國、日本、韓國、俄羅斯。
- 家山黧豆（Lathyrus sativus）：華北引進作為飼料之用。
- 玫红山黧豆（Lathyrus tuberosus）：歐洲、哈薩克斯坦、俄羅斯、中國（新疆）。
- 东北山黧豆（Lathyrus vaniotii）：中國（吉林、黑龍江）、韓國。